# 张仁
张仁（？—？），明朝政治人物。
张仁曾于洪武二十六年接替周文寿任兴化府知府一职，洪武二十七年由陈纲接任。